# Groupe IMA
Pour les articles homonymes, voir IMA.
Le Groupe IMA est une société d’assistance dont le siège social est basé à Niort. Elle possède plusieurs entités en France et à l’international. Son activité principale est d’accompagner et de porter assistance aux clients de ses actionnaires et partenaires dans différentes situations de la vie courante en France et à l'étranger. Le Groupe IMA intervient dans quatre domaines d’activité : la mobilité, l’habitat, la santé bien-vivre (services à la personne) et le juridique.

## Histoire
IMA a été créé en 1981 à la suite de la volonté de trois mutuelles d'assurance (la MAIF, la MAAF et la MACIF) de mutualiser leurs ressources pour créer une société d'assistance et d’apporter à leurs sociétaires des prestations d’assistance.
Puis progressivement, d’autres mutuelles d’assurance les ont rejointes : la MAPA et la SMACL, suivies de la Matmut, la MAE, l’AGPM, l’AMF et la Mutuelle des Motards. En 2009, la MAAF a rejoint Société de groupe d'assurance mutuelle Covéa / groupe Azur-GMF qui possède sa propre société d'assistance Fidelia.

## Implantations
Le siège du Groupe IMA est basé à Niort dans les Deux-Sèvres.

## Activités

### Activité commerciale
Basée à Niort, dans les Deux-Sèvres, l'entreprise est le numéro 2 de l’assistance en France (plus d'1 Français sur 2 est assisté par IMA), et le numéro 4 à l'international, selon le classement de L'Argus de l'assurance (2017).